# Жареная окра

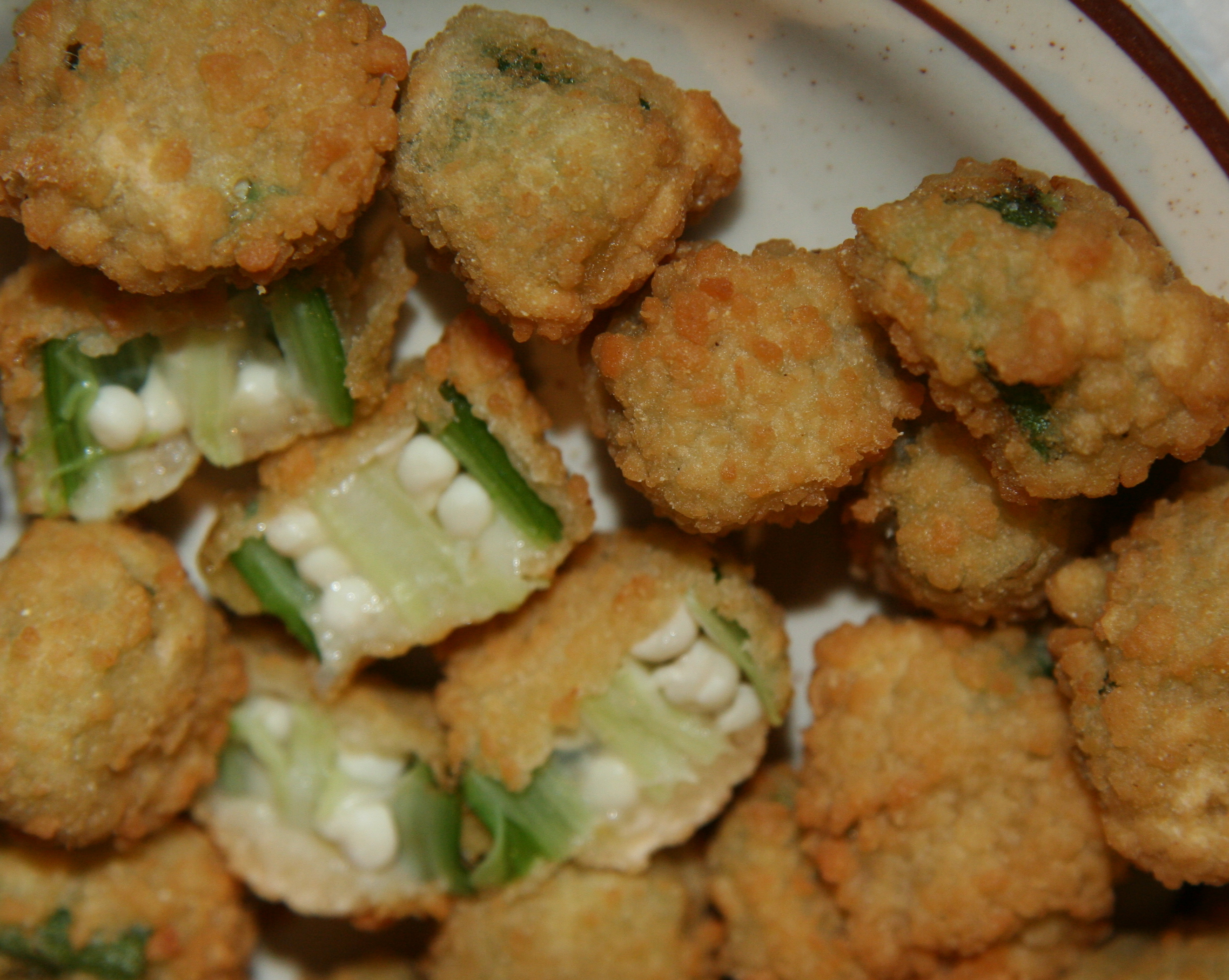
Жареная окра

Жареная окра (англ. Fried okra) — гарнир, приготовленный из нарезанной окры, которую предварительно обваливают в кукурузной муке, а затем обжаривают в масле. Блюдо кухни южных штатов США, в частности соул-фуда.

## История
Окра является одним из основных блюд кухни кухни южных штатов, причём наиболее популярным способом её приготовления является жарка. Впервые окра была завезена в Америку на невольничьих кораблях во время трансатлантической работорговли. Считается, что способ жарки окры зародился в Конго или Западной Африке, а затем был завезён в Соединённые Штаты. В середине XIX века на юге страны все большую популярность приобретали жареные овощи и фриттеры, что способствовало росту популярности жареной окры.
Жареную окру часто подают на барбекю и в ресторанах Юга, особенно в качестве одного из гарниров мит-энд-фри (когда клиент выбирает один вид мяса и три гарнира). Её часто употребляют летом, в сезон окры. Её называют «южным попкорном». Это блюдо ассоциируется с соул-фудом, каджунской кухней и кухней галла. Она включена в трапезу штата Оклахома — меню, основанное на сельскохозяйственной и кулинарной истории Оклахомы и являющееся официальным символом штата.

## Приготовление
Стручки окры нарезают ломтиками, затем обваливают в кукурузной муке перед обжариванием на сливочном или растительном масле. Нарезка окры на мелкие кусочки перед обжариванием позволяет сохранить её более хрустящую текстуру, но при этом делает её более склизкой внутри. Также можно обжаривать и целые стручки окры. Для жарки используют как фритюр, так и сковороду. В более сложных рецептах окру обмакивают в яйца или пахту, а затем обваливают в кукурузной муке или в смеси кукурузной муки с пшеничной. Другой способ приготовления предполагает использование теста из кукурузной муки, в состав которого входят взбитые яйца. Его можно приправить чёрным и кайенским перцем. Обычно окру подают в качестве гарнира, иногда с дипом, например, ремуладом.